# Oddworld: New 'n' Tasty!
Oddworld: New 'n' Tasty! è un videogioco a piattaforme della serie Oddworld, remake di Oddworld: Abe's Oddysee,  sviluppato da Just Add Water e pubblicato dalla Oddworld Inhabitants nel 2014 per PlayStation 4 e successivamente anche per Windows, Linux, macOS, Xbox One, PlayStation 3, PlayStation Vita, Wii U, iOS, Android e Nintendo Switch.

## Modalità di gioco
Il remake è costruito da zero con un gameplay 2D e grafica 3D (2.5D), utilizzando il titolo originale come modello.
Il GameSpeak è stato aumentato per includere più variazioni sugli stessi saluti e discorsi di base. La caratteristica Quicksave, apparsa in Abe Exoddus, è stata confermata.
È presente la "co-op mode", già introdotta nel gioco originale, ma rimossa nei videogiochi della saga successivi.

## Sviluppo
Nel luglio 2010 Just Add Water annunciò che stava lavorando su un nuovo titolo Oddworld.
I lavori sono iniziati più tardi del previsto, poiché Just Add Water estese il tempo di sviluppo di Stranger Wrath HD su PS3. Il gioco si basa su Abe's Oddysee, con storia e gameplay simile, con scene rese in tempo reale e interamente costruito da zero utilizzando i disegni originali come modello. Gli sviluppatori hanno avuto pieno accesso al codice sorgente originale, così come concetti di design, mappe e gli strumenti utilizzati per la produzione del gioco originale, dato che Oddworld Inhabitants possedeva tutti i diritti sul materiale. Venne rivelato che il costo di New 'n' Tasty! era di 5 milioni di dollari.
Nel dicembre 2012, il team di sviluppo ha deciso di cessare la produzione sul loro motore grafico e ricominciare sul motore grafico Unity; Gilray affermò che ci sono voluti tre mesi per arrivare alla fase raggiunta prima dell'interruzione dei lavori, e otto mesi per ricostruire l'intero gioco. La modifica è stata fatta perché il motore Unity è pre-caricato con comandi che altrimenti avrebbe preso tempo per lo sviluppo. Gilray poi ha rivelato il costo dei motori. Scegliere Unity è stato preferibile per via del costo, solo 5.000 dollari per le licenze, mentre il motore precedente costava quasi $100.000.
Gilray dichiarò il numero del personale che lavorava sul gioco, ossia 14 persone, che comprendono: 4 artisti ambiente, 2 artisti e animatori, 4 programmatori e uno stilista, che hanno ricreato il gioco in 16 mesi, mentre originariamente furono impiegati 35 dipendenti per l'edizione del 1997.

## Contenuti scaricabili
Il 3 aprile 2015 venne annunciato che un DLC del gioco dal titolo Alf's Escape sarebbe uscito a breve. Si tratta di un gioco extra, completabile in minor tempo rispetto al prodotto originale.